# Dscheenbek Kulubajew
Dscheenbek Moldokanowitsch Kulubajew (kirgisisch Жээнбек Молдоканович Кулубаев; * 1963 in Tschyrpykty, Oblus Yssyk-Köl) ist ein kirgisischer Politiker und seit 2022 Außenminister seines Heimatlandes.

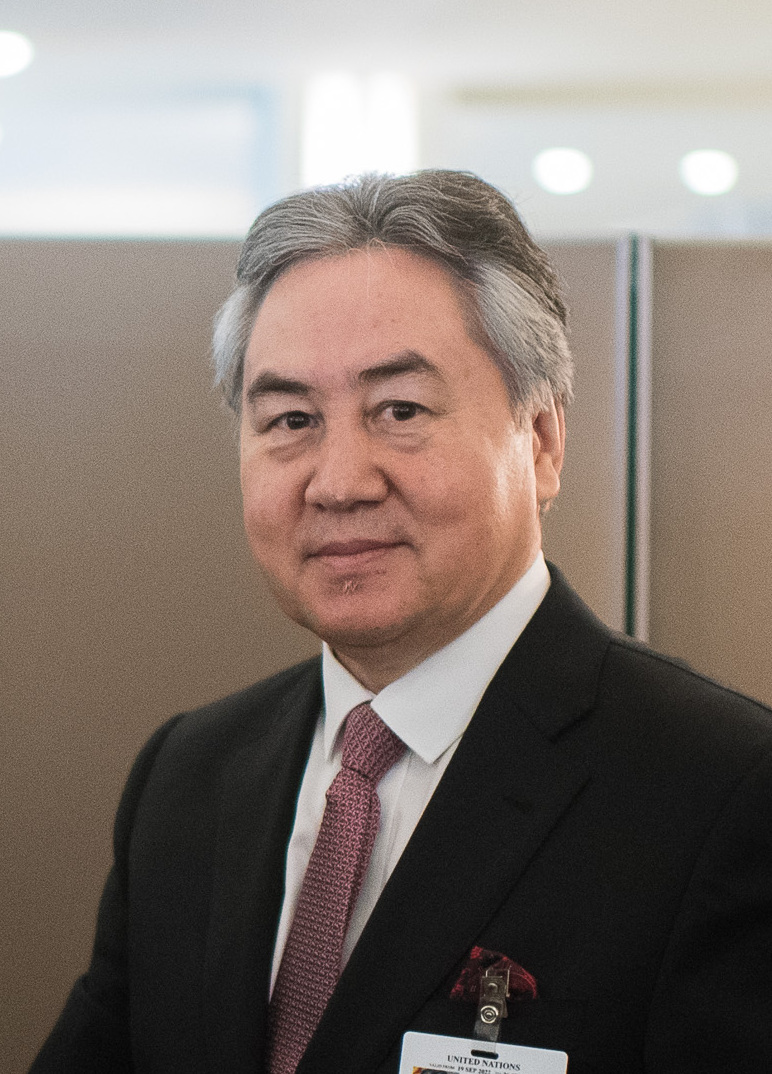

Er ist Träger des Dostyk-Ordens.

## Leben
Seine Ausbildung erhielt er am Moskauer Militärinstitut und später am diplomatischen Institut des chinesischen Außenministeriums. 1992 ging er zum kirgisischen Außenministerium, wo er wechselnde Positionen einnahm. 1996 wurde er Leiter der Abteilung für Afrika und Asien des Ministeriums. 1998 bis 2000 arbeitete er an der kirgisischen Botschaft in China, ehe er 2003 erneut die Abteilung für Afrika und Asien leitete. 2003–2004 war er stellvertretender Außenminister der kirgisischen Republik. Danach nahm er verschiedene höhere Positionen im Außenministerium ein und war Botschafter in mehreren Staaten. Von 2013 bis 2016 nahm er ein letztes Mal die Position des Leiters der Abteilung für Afrika und Asien ein und wechselte danach zwischen Positionen, bevor er am 29. April 2022 zum Außenminister ernannt wurde.